# Powiat Yosa
Powiat Yosa (jap. 与謝郡 Yosa-gun) – powiat w Japonii, w prefekturze Kioto. W 2024 roku liczył 20 674 mieszkańców.

## Miejscowości
- Ine
- Yosano